# Bahnstrecke Kunovice–Staré Město u Uherského Hradiště
| Kursbuchstrecke (SŽ): | 341                  |                                  |                                  |
| Streckenlänge: | 7,065 km             |                                  |                                  |
| Spurweite: | 1435 mm (Normalspur) |                                  |                                  |
| Streckenklasse: | C3                   |                                  |                                  |
| Maximale Neigung: | 9 ‰                  |                                  |                                  |
| Streckengeschwindigkeit: | 60 km/h              |                                  |                                  |
| |                      |                                  |                                  |
| \| \| \| von Vlárský průsmyk \| \| \| \| 0,000 \| Kunovice \| Kunovice \| \| \| \| nach Brno \| \| \| \| 0,670 \| výhybka č. 20 \| výhybka č. 20 \| \| \| 2,059 \| Uherské Hradiště \| Uherské Hradiště \| \| \| \| Morava \| \| \| \| \| (Neutrassierung 1945) \| \| \| \| \| Silnice I/55 \| \| \| \| \| von Petrovice u Karviné \| \| \| \| 7,065 \| Staré Město u Uherského Hradiště \| Staré Město u Uherského Hradiště \| \| \| \| \| \| \| \| \| nach Břeclav \| \| |                      |                                  |                                  |
| Strecke |                      | von Vlárský průsmyk              | von Vlárský průsmyk              |
| Bahnhof | 0,000                | Kunovice                         | Kunovice                         |
| Abzweig geradeaus, nach links und von links |                      | nach Brno                        | nach Brno                        |
| Blockstelle | 0,670                | výhybka č. 20                    | výhybka č. 20                    |
| Bahnhof | 2,059                | Uherské Hradiště                 | Uherské Hradiště                 |
| Brücke über Wasserlauf |                      | Morava                           | Morava                           |
| Abzweig ehemals geradeaus und nach links · Strecke von rechts |                      | (Neutrassierung 1945)            | (Neutrassierung 1945)            |
| Strecke (außer Betrieb) · Brücke |                      | Silnice I/55                     | Silnice I/55                     |
| Abzweig ehemals geradeaus und von rechts · Strecke |                      | von Petrovice u Karviné          | von Petrovice u Karviné          |
| Bahnhof · Strecke | 7,065                | Staré Město u Uherského Hradiště | Staré Město u Uherského Hradiště |
| Abzweig geradeaus und nach links · Strecke nach rechts |                      |                                  |                                  |
| Strecke |                      | nach Břeclav                     | nach Břeclav                     |

Die Bahnstrecke Kunovice–Staré Město u Uherského Hradiště ist eine regionale Eisenbahnverbindung in Tschechien, die ursprünglich durch die Österreichische Lokaleisenbahngesellschaft (ÖLEG) als Teil der Lokalbahn Ungarisch Hradisch–Ungarisch Brod erbaut und betrieben wurde. Sie verläuft von Kunovice nach Staré Město u Uherského Hradiště.

## Geschichte

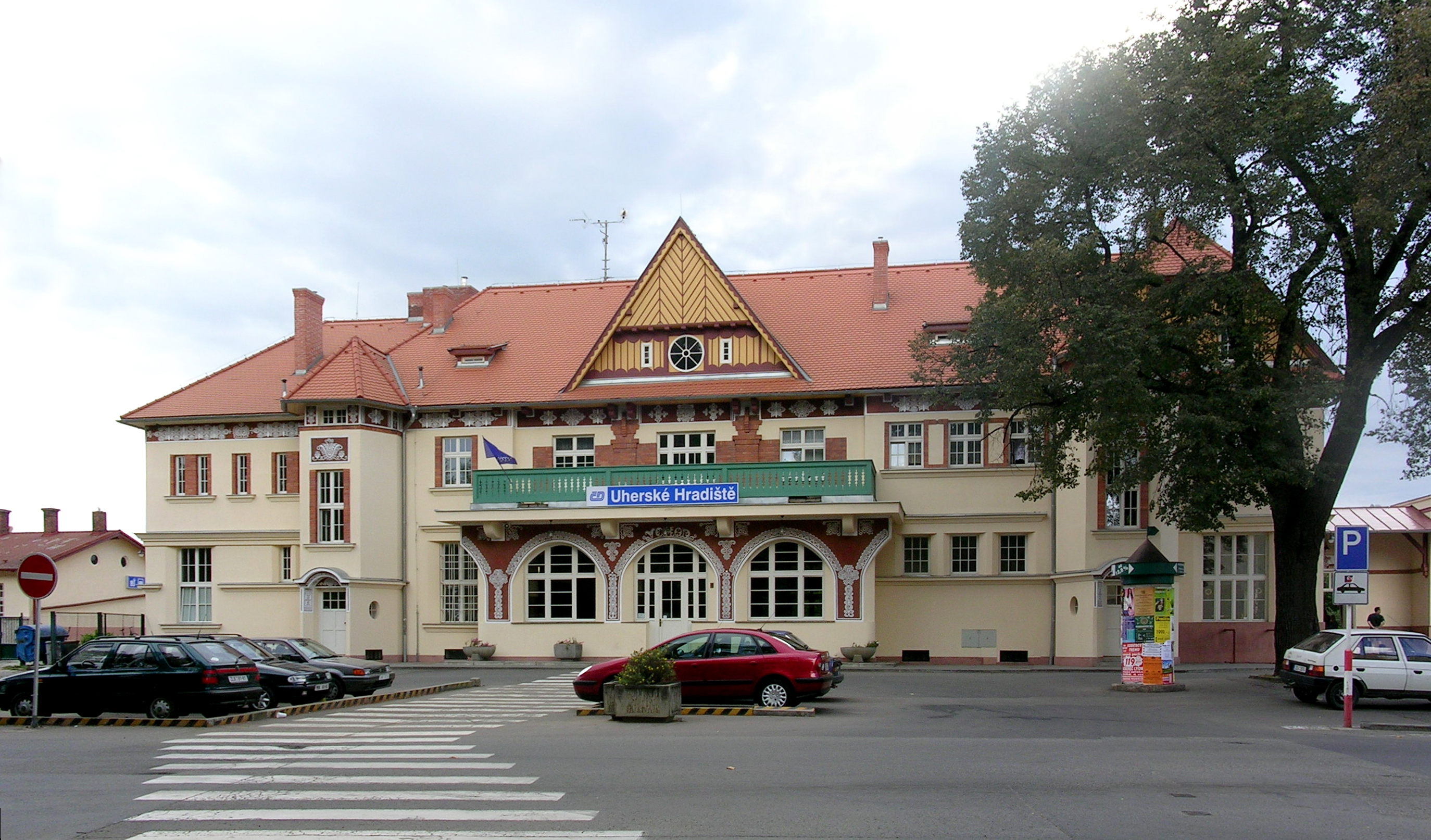
Bahnhof Uherské Hradište (2005)

Der Verkehr wurde am 1. April 1883 durch die ÖLEG eröffnet. Ab 1. Januar 1884 war die k.k. priv. Österreichisch-ungarische Staatseisenbahngesellschaft (StEG) Eigentümer und Betreiber.
Nach der Verstaatlichung der StEG im Jahr 1909 gehörte die Strecke zum Netz der k.k. Staatsbahnen (kkStB). Im Jahr 1912 wies der Fahrplan der Lokalbahn insgesamt sieben über die Gesamtstrecke verkehrende Zugpaare aus. Zwei weitere verkehrten auf Teilstrecken. Sie benötigten für die sechs Kilometer lange Strecke etwa fünfzehn Minuten.
Nach dem für Österreich-Ungarn verlorenen Ersten Weltkrieg gelangte die Strecke ins Eigentum der neu begründeten Tschechoslowakischen Staatsbahnen (ČSD).
Nach dem Ende des Zweiten Weltkrieges wurde die Strecke im Bahnhof Staré Město u Uherského Hradiště neu eingebunden. Die am 21. Dezember 1945 eröffnete, etwa einen Kilometer längere Neubaustrecke führt nun von Süden in den Bahnhof. Die alte Trasse wurde aufgelassen.
Am 1. Januar 1993 ging die Strecke im Zuge der Auflösung der Tschechoslowakei an die neu gegründeten České dráhy (ČD) über.
Am 28. Februar 2012 wurde die bisherige Hauptbahn per Erlass der tschechischen Regierung zur regionalen Bahn („regionální dráha“) abgestuft.
Im Fahrplan 2012 wird die Strecke jeweils zweistündlich von Personenzügen der Relation Bylnice–Staré Město sowie von Eilzügen der Relation Brno–Staré Město bedient. Zwei Schnellzugpaare verkehren zwischen Praha und Luhačovice. Weitere Personenzüge verdichten das Zugangebot zwischen Uherské Hradiště und Staré Město werktags zu einem 20-Minuten-Takt.